# László Teleki
László Teleki, född den 11 februari 1811 i Pest, död där den 8 maj 1861, var en ungersk greve och politiker, brorson till Jószef Teleki.
Teleki  deltog i den nationella rörelsen på 1840-talet samt blev efter dess undertryckande dömd till döden och in effigie hängd. Därefter var han huvudman för de mot Österrike stämplande ungerska emigranterna, blev 1860 fången i Dresden och förd till Wien, men benådades. År 1861 uppträdde han på riksdagen bland oppositionen. Som han därigenom råkade i konflikt med sitt vid benådningen givna löfte, berövade han sig livet. Teleki skrev ett förträffligt drama, A kegyencz (Gunstlingen), 1841.